# David Cañada
David Cañada Garcia (Zaragoza, 11 maart 1975 – Huesca, 28 mei 2016) was een Spaans wielrenner.

## Carrière
De in Zaragoza geboren Cañada werd prof in 1996 bij ONCE, maar het duurde tot 2000 eer hij resultaten begon te rijden. Hij won de Ronde van Murcia en de Omloop van de Sarthe, alsmede respectievelijke twee en één etappes, en reed ook een goede Ronde van Frankrijk. Cañada was een typische 'ONCE-renner', die een goede tijdrit combineerde met behoorlijk meekunnen in de bergen. Toch verruilde hij zijn ploeg het volgende seizoen voor Mapei. Hier bleef hij drie jaar rijden, ook toen de ploeg Quick·Step ging heten, maar zonder al te veel succes: op een derde plaats in de Ronde van Luxemburg en een vierde plaats in de Ronde van Nederland na, reed Cañada weinig opvallende resultaten. Sinds 2004 rijdt hij bij Saunier Duval, dat vanaf 2009 Fuji-Servetto heet, met een uitzondering van 2008 toen hij voor Team Slipstream reed.
In 2006 won hij de ProTour-wedstrijd Ronde van Catalonië.

## Overlijden
In 2007 werd bij hem huidkanker geconstateerd waar hij voor werd behandeld. In 2008 werden enkele klieren aan de linker oksel weggenomen.
Hij overleed op 28 mei 2016 na een fietsongeluk tijdens een wedstrijd voor wielertoeristen in Huesca.

## Belangrijkste overwinningen
2000
- 4e etappe Ronde van Murcia
- 5e etappe Ronde van Murcia
- Eindklassement Ronde van Murcia
- 4e etappe Omloop van de Sarthe
- Eindklassement Omloop van de Sarthe

2006
- Ronde van Catalonië

## Resultaten in voornaamste wedstrijden
| Jaar | Ronde van Italië | Ronde van Frankrijk | Ronde van Spanje |
| ---- | ---------------- | ------------------- | ---------------- |
| 1999 | 89e              |                     |                  |
| 2000 |                  | 33e                 |                  |
| 2001 |                  |                     | opgave           |
| 2002 |                  |                     | 50e              |
| 2003 |                  | 56e                 | 53e              |
| 2004 | 18e              |                     | 47e              |
| 2005 |                  | 63e                 | opgave           |
| 2006 |                  | opgave              | 88e              |
| 2007 | 59e              | 103e                |                  |
| 2008 | 58e              |                     |                  |

| Jaar | Ronde van Vlaanderen | Amstel Gold Race | Luik-Bast.‑Luik | Ronde van Lombardije | Clásica San Sebastián |
| ---- | -------------------- | ---------------- | --------------- | -------------------- | --------------------- |
| 1999 |                      |                  |                 |                      | 59e                   |
| 2000 |                      |                  |                 |                      | 6e                    |
| 2001 |                      |                  |                 |                      |                       |
| 2002 |                      |                  |                 |                      | 21e                   |
| 2003 |                      | 31e              | 27e             |                      | 43e                   |
| 2004 |                      |                  |                 |                      | 127e                  |
| 2005 | 51e                  |                  |                 |                      |                       |
| 2006 |                      |                  |                 | 48e                  |                       |
| 2007 |                      |                  |                 |                      |                       |
| 2008 |                      |                  |                 |                      |                       |